# Marphysa soembaensis
Marphysa soembaensis är en ringmaskart som beskrevs av Augener 1933. Marphysa soembaensis ingår i släktet Marphysa och familjen Eunicidae. Inga underarter finns listade i Catalogue of Life.